# The Best of the Post
The Best of the Post è una serie televisiva statunitense in 26 episodi trasmessi per la prima volta nel corso di una sola stagione dal 1960 al 1961.
È una serie di tipo antologico in cui ogni episodio rappresenta una storia a sé. Gli episodi, adattamenti delle storie apparse sul Saturday Evening Post, sono storie di genere drammatico e vengono presentati da John Conte.  Tra gli attori presenti nei cast dei vari episodi: Everett Sloane, Pat O'Brien, Charles Ruggles, Stephen McNally, Joseph Mell, Sidney Blackmer, Francis Lederer, Peter Lorre, Buddy Ebsen, Don Taylor, Beverly Washburn, Bonita Granville, Beulah Bondi, Charles Coburn, Vincent Price, Ted de Corsia, Dan O'Herlihy.

## Produzione
La serie fu prodotta da MGM Television e Wrather Productions Le musiche furono composte da William Loose (autore del tema) e Raoul Kraushaar. Tra gli sceneggiatori è accreditato Gabrielle Upton.

### Registi
Tra i registi sono accreditati:
- Robert L. Friend in 4 episodi (1961)
- Roger Kay in 2 episodi (1960-1961)
- Ted Post

## Distribuzione
La serie fu trasmessa negli Stati Uniti dal 22 ottobre 1960 al 29 aprile 1961 in syndication.

## Episodi
| Stagione       | Episodi | Prima TV USA |
| -------------- | ------- | ------------ |
| Prima stagione | 26      | 1960-1961    |